# Edwin Turney
Edwin James Turney (Brooklyn, Nueva York; 26 de marzo de 1929 - 15 de octubre de 2008) fue un empresario estadounidense, conocido como uno de los fundadores de AMD. Se desempeñó como director ejecutivo y Vicepresidente de Ventas y Administración de 1969 a 1974.

## Primeros años
Ed Turney nació en Brooklyn, Nueva York. Sus primeros años los pasó en Ridgewood y más tarde en Huntington, Long Island. A la edad de 18 años, se alistó en la Marina de los EE. UU., donde recibió su primera formación en electrónica. Turney se graduó tercero en su clase de la Escuela Naval de los EE. UU., Técnicos Electrónicos en el Centro de Entrenamiento Naval de EE. UU. en Great Lakes, Illinois.

## Carrera
Después de salir de la Armada, Turney trabajó por un breve tiempo de vuelta en su Long Island natal en la Compañía de Iluminación Isla Larga. Su siguiente trabajo fue en Philco como ingeniero de campo TechRep.

## Carrera en AMD
Turney se formó en ingeniería eléctrica en el Centro de Entrenamiento de la Estación Naval de los Grandes Lagos de la Armada de los Estados Unidos . Tras completar su servicio militar, trabajó como técnico en diversas empresas. En 1969 fue contratado por Fairchild Semiconductor como ingeniero de ventas, en el mismo año en que Motorola adquirió la empresa . En dos años, Turney pudo ascender hasta el puesto de Jefe de Ventas y Marketing en Silicon Valley .
AMD fue fundada el 1 de mayo de 1969 por  Jerry Turney y Jerry Sanders con el nombre de Sanders Association y estaba registrada en el estado estadounidense de Delaware . Turney fue inicialmente responsable de compras y ventas en todo el mundo, servicio al cliente y otras funciones administrativas. Turney se trasladó a la alta dirección de Electronic Arrays en 1974. La compañía era el fabricante de RAM líder en el mundo a mediados de la década de 1970 y luego fue adquirida por NEC . En 1976, Turney se trasladó al fabricante de semiconductores Intersil como vicepresidente . Allí recibió el premio EFFIE por su campaña 

## Primeros años
Ed Turney nació en Brooklyn, Nueva York. Pasó sus primeros años en Ridgewood y más tarde en Huntington, Long Island. A la edad de 18 años, se unió a la Marina de los Estados Unidos donde recibió su primera formación en electrónica. Turney es tercero en su clase en la Escuela Naval de los Estados Unidos, un técnico en electrónica en el Centro de Entrenamiento Naval de Estados Unidos en Great Lakes, Illinois .

## Profesión
Después de dejar la Marina, Turney trabajó brevemente en su Long Island natal para Long Island Lighting Company. Su siguiente parada fue en Philco como ingeniero de campo de TechRep.
La carrera de Turney comenzó cuando se unió a Fairchild Semiconductor en 1969 como ingeniero de ventas. En dos años, fue ascendido a Director de Ventas y Marketing, Computer Market en la sede de Silicon Valley, California.
En 1969, la dirección de Motorola adquirió Fairchild Semiconductor . Esta fue la fuerza impulsora detrás del establecimiento de Advanced Micro Devices (AMD).
AMD fue fundada por Jerry Sanders , John Carey, Sven Simonsen, Ed Turney, Jack Gifford y tres miembros del equipo de Gifford, Frank Botte, Jim Giles y Larry Stenger.
Como vicepresidente de ventas y administración, Turney fue responsable de las ventas globales, compras, materiales, servicio al cliente, además de numerosas funciones administrativas y contractuales diversificadas. Bajo el gobierno de Turney, las ventas aumentaron un 20% por trimestre a aproximadamente $ 65 millones desde la producción inicial en abril de 1970 hasta diciembre de 1974.
El siguiente puesto de Ed Turney fue vicepresidente de marketing y ventas globales en Electronic Arrays. Durante el período de dos años de Turney de 1974 a 1976, aumentó las ventas de $ 6 millones a $ 22 millones, lo que llevó a la empresa a convertirse en la más grande del mundo. Solo lectura del fabricante de la memoria en ese momento. Posteriormente, la empresa fue demandada por NEC de Japón.
En diciembre de 1976, Ed se incorporó a Intersil como vicepresidente de marketing y ventas globales. Durante la adquisición de Intersil, los presidentes de las juntas directivas de ambas empresas Advanced Memory Systems le pidieron que integrara las ventas y el marketing de los negocios combinados y que elaborara y ejecutara planes comerciales consolidados. Turney ha estado desarrollando e implementando una campaña publicitaria ganadora de premios durante más de un año para crear una nueva imagen para la empresa. Recibió el premio EFFIE , otorgado a los anuncios publicitarios más efectivos. En ese momento, Intersil era la única empresa de semiconductores del país en recibir el premio.

## patrimonio neto
Un valor neto.
Se que tiene.
[300.000.000 K. dólares americanos.] 
Según Forbes.

## Muerte
Turney murió de cáncer de cerebro el 15 de octubre de 2008 a la edad de 79 años. Fue enterrado el 18 de octubre en el cementerio Gate of Heaven, 22555 Cristo Rey Drive, Los Altos. Está enterrado en el St. Theresa Court junto a su madre, Rose. 

## Otras lecturas
tun minuto
- El espíritu de AMD por Jeffrey L. Rodengen ISBN 0-945903-21-9
- Inside Intel: Andy Grove y el surgimiento de la empresa de chips más poderosa del mundo por Tim Jackson ISBN 0-452-27643-8
- La creación de Silicon Valley: un renacimiento centenario por Ward Winslow y John McLaughlin ISBN 0-9649217-0-7
- Historia de la ingeniería de semiconductores por Bo Lojek ISBN 3540689206